# Léonard Gianadda

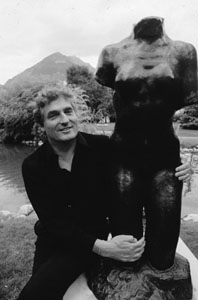
Gianadda in 1984

Léonard Gianadda (Martigny, 23 augustus 1935 – aldaar, 3 december 2023) was een Zwitsers ingenieur, promotor van architectuur, journalist en een bekend kunstmecenas.
Hij stichtte in 1978 de Fondation Pierre Gianadda ter nagedachtenis aan zijn broer Pierre, die op 31 juli 1976 bij een vliegtuigongeluk om het leven kwam.
Gianadda overleed op 88-jarige leeftijd in december 2023 in het Hospital De Martigny ziekenhuis aan de gevolgen van botkanker die in 2018 werd vastgesteld.

## Onderscheidingen
- Ridder in de Nationale Orde van Verdienste (Frankrijk).
- Commandeur van de Republiek Italië.
- Lid van de raad van bestuur van het Ente Veneto Festival (I Solisti Veneti).
- Lid correspondent buitenland van de Académie des Beaux-Arts de l'Institut de France.
- Lid van de raad van de Société des Amis de la Bibliothèque d’Art et d’Archéologie (BAA) in Parijs (Fonds Jacques Doucet).
- Ridder van het Legioen van Eer.
- Lid van de raad van bestuur van het Rodin Museum in Parijs.
- Officier in de Orde van Kunst en Letteren.
- Erelid van het Comité du Rayonnement Français.
- Lid van de raad van bestuur van museum Toulouse-Lautrec in Albi.
- Lid van de raad van bestuur van de Stichting Hans Erni te Luzern.
- Lid van de raad van bestuur van de Balthus Stichting.
- Lid van de hoofdraad van de Stichting Henri Cartier-Bresson te Parijs.
- Officier in het Legioen van Eer.
- Lid van het Instituut Académie des beaux-arts.
- grote Gouden Medaille Kunst-Wetenschap-Literatuur 2004, met ereplaquette, Parijs.
- Lid van de aankoopcommissie van Musée d'Orsay.

## Bron en externe link
1. ↑  Officiële site
2. ↑  (fr) Le géant de Martigny Léonard Gianadda s’est éteint à 88 ans

- Biblioteca Nacional de España: XX4994118
- Bibliothèque nationale de France: cb14598812k (data)
- Gemeinsame Normdatei: 128552506
- Historisch woordenboek van Zwitserland: 048352
- International Standard Name Identifier: 0000 0001 2279 9579
- Library of Congress Control Number: nb2005009878
- RKD-Nederlands Instituut voor Kunstgeschiedenis: 465954
- Istituto Centrale per il Catalogo Unico: RMSV046658
- Système universitaire de documentation: 066938309
- Virtual International Authority File: 52744130
- WorldCat: E39PBJghpbQbG3JQB6dPV66Frq